# فنسنت جينينغز
فنسنت جينينغز (بالإنجليزية: Vincent Jennings)‏ هو محرر أيرلندي، ولد في 1937، وتوفي في 2010.